# Blanca París de Oddone
Blanca París de Oddone (* 7. Juli 1925 in Montevideo; † 23. Juni 2008 ebenda) war eine uruguayische Historikerin und Hochschullehrerin.
In Buenos Aires an der Fakultät für Philosophie und Literatur von 1946 bis 1947 studierend, setzte sie ihr Studium von 1948 bis 1951 an der Fakultät für Geistes- und Erziehungswissenschaften der Universidad de la República in ihrer Geburtsstadt Montevideo fort und erwarb dort 1957 an der Fakultät für Geistes- und Erziehungswissenschaften (Facultad de Humanidades y Ciencias de la Educación (FHC)) ihren Studienabschluss in Geschichte. Sie erhielt Stipendien der Universidad de Chile (1948), der Universidad de Buenos Aires (1960), der Universidad de la República (Beca Gustavo Gallinal 1960 und 1968), am Consejo Latinoamericano de de Ciencias Sociales (1974 bis 1975) und von der Ford Foundation in New York.
Studienreisen führten sie nach Europa (England, Frankreich, Italien, Spanien) aber auch in die Vereinigten Staaten und ins südamerikanische Ausland (Chile, Brasilien, Peru).
Blanca París, die mit Juan Oddone verheiratet war, lehrte von 1960 bis 1974 an der Fakultät für Geistes- und Erziehungswissenschaften der Universidad de la República. Von 1972 bis 1973 stand sie dem Departamento de Historiología del Departamento de Ciencias Históricas vor. Auch gehörte sie dem Direktorium des Instituto de Investigaciones Históricas in den Jahren 1965 und 1970 bis 1973 an.
Einige Jahre in der Folgezeit im mexikanischen Exil lebend, dozierte sie als Professorin auch von 1977 bis 1981 an der Universidad Nacional Autónoma de México (UNAM), sowie dem Colegio de Estudios Latinoamericanos und dem Colegio de Historia. Zudem war sie forschend in der Unión de Universidades de América Latina (UDUAL) tätig. Nach Ende der uruguayischen zivil-militärischen Diktatur kehrte sie nach Uruguay an die Universidad de la República zurück. Durch Beschluss der Fakultätsgremien der montevideanischen Universität vom 26. November 2003 erfolgte ihre Emeritierung zum 26. April 2004.
Blanca París veröffentlichte zahlreiche Bücher in Allein- und Mitautorenschaft (beispielsweise mit ihrem Ehemann) sowie Artikel und Studien. 2007 wurde sie an der Seite ihres Mannes und der Wissenschaftler Benjamín Nahum und José Pedro Barrán in Montevideo von der Junta Departamental zur Ciudadana Ilustre, einer Art Ehrenbürger, erklärt.

## Veröffentlichungen

### Bücher
- La Universidad de Montevideo (1956)
- La Universidad de la República - En la formación de nuestra conciencia liberal, 1849-1884 (1958)
- Figuras e Instituciones Catalanas en el Uruguay (1960)
- Cronología Comparada de la Historia del Uruguay, 1830 - 1945 (1969)
- Los Hombres de la Historia - Artigas (1970)
- La Universidad Uruguaya, Historia de una vocación autonómica, 1849 - 1958 (1979)
- Algunas reflexiones sobre la historiografía del descubrimiento (1987)
- Introducción a la Universidad. Pasado y presente de la Universidad uruguaya. I  (1991)
- Introducción a la Universidad. Pasado y presente de la Universidad uruguaya. II (1991)
- La universidad latino americana al encuentro del futuro (1991)
- Nuevos Cauces para una Trayectoria Cuestionada, 1958 -1973 (1995)
- Historia y Memoria: medio siglo de la Facultad de Humanidades y Ciencias de la Educación,1945 - 1995 (1995)
- Presencia de Arturo Ardao en la Historia Cultural de Latinoamérica (2004)

### Bücher in Mitautorenschaft
- Historia de la Universidad de Montevideo. La Universidad Vieja, 1849 - 1885 (1963) mit Juan Oddone
- La Universidad Uruguaya, del Militarismo a la Crisis, 1885 - 1958. I (1971) mit Juan Oddone
- La Universidad Uruguaya, del Militarismo a la Crisis, 1885 - 1958. II (1971) mit Juan Oddone
- La Universidad y la Sociedad Uruguaya: Viejas y Nuevas Propuestas (1986)
- Cronología comparada de la Historia del Uruguay: 1830 - 1985 (1997)
- Catálogo del Archivo de la Universidad de la República, 1827-1885 (2000)
- Historia de las Universidades de América Latina - Band II (2000)

### Artikel
- De la Colonia a la Consolidación del Uruguay  (1973)
- Algunas Reflexiones sobre la Historiografía del Descubrimiento.(1987)